# Agostino Vallini
Agostino Vallini, född 17 april 1940 i Poli, Lazio, är en italiensk kardinal och ärkebiskop emeritus. Han var kardinalvikarie och ärkepräst av San Giovanni in Laterano från 2008 till 2017.

## Biografi
Agostino Vallini studerade vid Påvliga Lateranuniversitetet, där han blev juris utriusque doktor. Han prästvigdes 1964. 
År 1989 utnämndes Vallini till titulärbiskop av Tortibulum och hjälpbiskop av Neapel och vigdes den 13 maj samma år i Neapels katedral. 2004 blev han prefekt för Apostoliska signaturan och erhöll titeln ärkebiskop.
År 2006 utsåg påve Benedikt XVI Vallini till kardinaldiakon med San Pier Damiani ai Monti di San Paolo som titeldiakonia. 2009 upphöjdes den pro hac vice till titelkyrka och Vallini blev därmed kardinalpräst. Vallini deltog i konklaven 2013, vilken valde Franciskus till ny påve.